# محمود حمدي (حارس مرمى ، مواليد 1993)
محمود حمدي أحمد علي لاعب كرة قدم مصري يلعب في مركز حراسة المرمى ، وكان في قطاع الناشئين وفريق الشباب بالزمالك حتى ترك النادي في صيف عام 2014 بعد استبعاد الجهاز الفني له في ذلك الوقت، ويلعب حاليًا لنادي مصر للمقاصة .